# David Collier
David Collier (24 de enero de 1963), es un historietista canadiense. 

## Biografía
Antes de iniciarse en el mundo de los cómics, Collier, sirvió en el ejército canadiense, donde entre otras actividades dibujó las tiras cómicas de los periódicos del ejército. Su entrenamiento en el Ejército también le permitió mejorar en carrera de larga distancia y en el biatlón, con el cual ha competido a nivel nacional.
Su primera tira cómica fue publicada en 1986 en la revista R. Crumb, y su trabajo ha sido publicado en numerosas antologías de otros cómics, como Planeta Duplex ilustrado, The Comics Journal, y Zero Zero. Desde 1990. Collier también ha hecho cómics e ilustraciones para periódicos canadienses como The Globe and Mail y la StarPhoenix Saskatoon. Posteriormente, la empresa Fantagraphics publicó cuatro números de la revista titulada serie de Collier (en la década de 1990). En 2002, la empresa Drawn and Quarterly comenzó a publicar su segundo volumen de historietas en solitario, titulado el libro de Collier.
Actualmente, Collier vive con su esposa, la artista oriunda de Ontario Jennifer Hambleton, y su hijo James (nacido en 1999), en Hamilton.